# 弗拉基米尔·苏卡乔夫
弗拉基米尔·尼古拉耶维奇·苏卡乔夫（俄语：Владимир Николаевич Сукачёв，1880年6月7日—1967年2月9日），苏联植物学家，林学家，生态学家。生物地理群落学的创始人。苏联科学院院士，社会主义劳动英雄。

## 生平
1880年6月7日生于哈尔科夫省亚历山德罗夫卡村。1898年毕业于皇家哈尔科夫中学。1902年毕业于圣彼得堡林学院，留校任助教。1905年被派往德国实习。回国后继续任教。1909年至1912年，在北乌拉尔地区进行科学考察。1911年至1919年，在圣彼得堡高等女子职业学校教授农业和地理课程。1912年至1918年，同时在俄国科学院植物博物馆工作。1919年至1941年，长期在圣彼得堡林学院（后改名彼得格勒、列宁格勒）执教，担任树木学和植物分类学教研室主任。1920年当选俄国科学院通讯院士。1922年升任教授。1934年获博士学位。1937年加入联共（布）。1941年至1943年的战争期间，疏散至斯维尔德洛夫斯克，任乌拉尔林业技术学院生物科学教研室主任。1943年，当选苏联科学院生物科学学部院士。1944年移居莫斯科。1944年至1948年，担任莫斯科林业技术学院教授，树木学和植物分类学系主任。1946年至1953年，担任莫斯科国立大学地理学院教授。1946年至1964年，担任全苏植物学会主席。1944年组建苏联科学院林业研究所，1959年组建苏联科学院林学实验室，1965年组建苏联科学院植物研究所生物群落学研究室。1965年获社会主义劳动英雄称号。
苏卡乔夫主要研究森林生态学和地理植物学，创立生物地理群落学，还首次用育种办法改善森林组成。主要论著《生物地理群落学的理论基础》《林型研究方法》等。1967年2月9日在莫斯科逝世。

## 中文译本
- 苏卡乔夫等. . 由毕国昌翻译. 中国林业出版社. 1958年7月.